# شهرستان ادیر (میزوری)
شهرستان ادیر، میزوری (به انگلیسی: Adair County, Missouri) یک سکونتگاه مسکونی در ایالات متحده آمریکا است که در میزوری واقع شده‌است.